# Joseph Parry (Politiker)

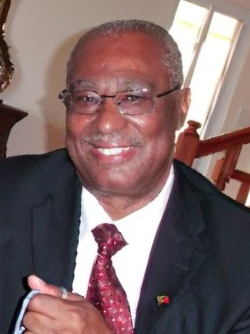
Joseph Parry (2011)

Joseph Walcott Parry (geb. 1948) war ein Lehrer und Politiker in St. Kitts und Nevis.

## Leben
Parry wurde in Cotton Ground geboren. Er erhielt seine Ausbildung an der Charlestown Secondary School und erwarb einen Bachelor of Arts in Geschichte und Wirtschaft an der University of the West Indies.
Er arbeitete die meiste Zeit seiner Karriere als Lehrer an der Charlestown Secondary School.
Parry diente als Präsident der Nevis Cricket Association über zehn Jahre, als Repräsentant von Nevis in der Leeward Islands Cricket Association für sechs Jahre und vertrat die Leeward Islands Cricket Association im West Indies Cricket Board of Control.
Im Privaten Bereich ist Parry Gründungsmitglied und Vorsitzender des Bank of Nevis Mutual Fund.

### Politik
Joseph Parry war Minister of Planning, Development, Tourism, Housing and Labour (1987–1992). Er wurde 1992 Parteiführer der Nevis Reformation Party. Nach den Wahlen 1993 wurde er als Minister of Trade, Industry and Tourism in der Minderheitsregierung des People’s Action Movement.
Parry war Premier von Nevis vom 11. Juli 2006 bis 23. Januar 2013.
Im 10. Juli 2006, bei den Wahlen zur Nevis Island Assembly, gewann Parry’s NRP drei von fünf Sitzen und beendete damit die 14-jährige Regierungszeit des Concerned Citizens’ Movement (CCM). Bei den Wahlen am 11. Juli 2011 gewann Parry’s NRP erneut drei von fünf Sitzen und kehrte ein zweites Mal in die Regierung zurück. Bei den Wahlen am 22. Januar 2013 verlor die Partei einen Sitz und daher wurde sein Nachfolger als Premier Vance Amory. Parry trat 2018 aus der Parteiführung zurück.
Joseph Parry war verantwortlich für die Gründung der Social Security Administration (social security office) und gilt als Architekt des Nevis Civil service nach der Unabhängigkeit von Nevis 1983.

## Auszeichnungen
Am 31. Dezember 2009 listete Nevispages Joseph Walcott Parry als ihren „Man of the Year 2009“. Die Kriterien für die Nominierung war der Einfluss auf die Nachrichten und die Leben der Afro-Kittiana/Nevisians.
| Vorgänger   | Amt                         | Nachfolger  |
| ----------- | --------------------------- | ----------- |
| Vance Amory | Premier von Nevis 2006–2013 | Vance Amory |